# دزدان دریایی کارائیب: مردگان حکایت نمی‌کنند (موسیقی متن)
دزدان دریایی کارائیب: مردگان حکایت نمی‌کنند (موسیقی متن) آلبوم موسیقی فیلمی به همین نام در سال ۲۰۱۷ است. تنظیم، آهنگسازی و نویسندگی این موسیقی توسط جف زانلی انجام شده است. این آلبوم در ۲۶ می ۲۰۱۷ توسط والت دیزنی رکوردز منتشر شد .

## زمینه
هانس زیمر برای اولین بار در این مجموعه پس از دزدان دریایی کارائیب: نفرین مروارید سیاه در سال ۲۰۰۳، که با همکاری کلاوس بدلت نوشته بود، برای ساختن موسیقی فیلم برنگشت. در عوض، جف زانلی ، که در هر چهار قسمت قبلی این فرانچایز کار کرده است، آهنگساز اصلی فیلم است.
زانلی در مورد به عهده گرفتن هانس زیمر به عنوان آهنگساز این مجموعه گفت: «کاری که هانس زینز برای فیلم‌های دزدان دریایی کارائیب انجام داد، صدای کل ژانر را دوباره تعریف کرد، کار کردن در کنار او و [تهیه‌کننده] جری [بروکهایمر] در چهار فیلم گذشته بسیار لذت بخش بود. فیلم های مردگان حکایت نمی‌کنند جهان دزدان دریایی را با بسیاری از عناصر جدید و منحصر به فرد بزرگ می کند و من در حال ساختن صدایی متمایز برای این فیلم هستم که سکوی پرش سال ها همکاری در دنیای دزدان دریایی است."

## ضبط
مکان های ضبط ایر استودیو (لندن، بریتانیا)، استودیو ضبط هنسون (لس آنجلس، کالیفرنیا)، و سونی استیج  (کالور سیتی، کالیفرنیا)بودند.

## فهرست آهنگ
همهٔ ترانه‌ها توسط جف زانلی نوشته شده‌است.
| شماره      | نام                                                                       | مدت      |
| ---------- | ------------------------------------------------------------------------- | -------- |
| ۱.         | «Dead Men Tell No Tales»                                                  | ۱:۵۰     |
| ۲.         | «Salazar»                                                                 | ۴:۳۳     |
| ۳.         | «No Woman Has Ever Handled My Herschel»                                   | ۳:۵۸     |
| ۴.         | «You Speak of the Trident»                                                | ۱:۵۸     |
| ۵.         | «The Devil's Triangle»                                                    | ۲:۴۵     |
| ۶.         | «Shansa»                                                                  | ۳:۱۲     |
| ۷.         | «Kill the Filthy Pirate, I'll Wait»                                       | ۴:۵۰     |
| ۸.         | «The Dying Gull»                                                          | ۱:۰۰     |
| ۹.         | «El Matador del Mar»                                                      | ۸:۰۵     |
| ۱۰.        | «Kill the Sparrow»                                                        | ۶:۱۵     |
| ۱۱.        | «She Needs the Sea»                                                       | ۲:۳۲     |
| ۱۲.        | «The Brightest Star in the North»                                         | ۶:۰۰     |
| ۱۳.        | «I've Come with the Butcher's Bill»                                       | ۶:۴۰     |
| ۱۴.        | «The Power of the Sea»                                                    | ۴:۰۷     |
| ۱۵.        | «Treasure»                                                                | ۵:۴۳     |
| ۱۶.        | «My Name Is Barbossa»                                                     | ۵:۳۴     |
| ۱۷.        | «Beyond My Beloved Horizon»                                               | ۲:۴۰     |
| ۱۸.        | «He's a Pirate (Hans Zimmer vs. Dimitri Vegas & Like Mike) [Bonus Track]» | ۳:۳۰     |
| مجموع مدت: | مجموع مدت:                                                                | ۰۱:۱۱:۳۲ |

## نمودار
| نمودار (۲۰۱۷)                       | اوج موقعیت |
| ----------------------------------- | ---------- |
| آلبوم‌های بلژیکی (اولتراتاپ فلاندرز) | 53         |
| آلبوم‌های بلژیکی (اولتراتاپ والونیا) | 181        |
| آلبوم های اسپانیایی ( پروموزیکائه ) | ۶۸         |
| آلبوم‌های سوئیسی (جدول موسیقی سوئیس) | 54         |

## پذیرایی
موسیقی متن فیلم مردگان حکایت نمی‌کنند مورد تحسین منتقدان قرار گرفت و بسیاری از منتقدان آن را به عنوان یک پیشرفت قابل توجه نسبت به دزدان دریایی کارائیب: سوار بر امواج ناشناخته و همچنین تم های جدید زانلی و ترکیب موسیقی کلاسیک را تحسین کردند.   موسیقی متن رویا ها می‌گوید: «با صدایی دیدنی و احساسی که با هیجان‌های روی صفحه نمایش همخوانی دارد، موسیقی مردگان حکایت نمی‌کنند همراهی عالی برای فیلم است؛ مثل این است که آن همه هیجان را در جیب خود داشته باشید. جف زانلی مواد تشکیل دهنده موسیقی های قبلی را می گیرد و آن را با دستور العمل خاص خود ترکیب می کند - نتیجه یک موسیقی است که هویت منحصر به فردی دارد و می تواند گروه جدیدی از طرفداران را با این صدا و جهان آشنا کند."  کریستین کلمنسن از فیلم ترکس با دادن ۳ ستاره از ۵ ستاره، به این امتیاز به عنوان بهترین امتیاز این مجموعه امتیاز داد.